# Kopp (Familienname)
Kopp ist ein Familienname.

## Herkunft und Bedeutung
Die Namensform Kopp kann auf den Vornamen Jakob zurückgehen oder ist eine niederdeutsche Variante von mittelniederdeutsch kop „Kopf, Schröpfkopf“ oder kop(pe) „Becher, Trinkgefäß“. Eine weitere, aber seltenere Möglichkeit ist die Bildung zu mittelhochdeutsch koppe „Rabe“ oder „koppe“ „Kapaun“. Zuletzt kann der Familienname als Herkunftsname vom Ortsnamen Kopp (Kopp in der Vulkaneifel oder Kopp in Bayern) gebildet worden sein.

## Varianten
- Köbke, Köpke, Köpp, Köppe, Köppen
- Koppe, Köppe[1]

## Namensträger

### A
- Adolf M. Kopp (* 1962), deutscher Manager
- Alfred Kopp (1919–2006), deutscher Politiker, Bürgermeister von Rheinstetten/Neuburgweier
- Alois Kopp (1827–1891), Schweizer Politiker und Richter
- Andreas Kopp (* 1959), deutsch-niederländischer Maler
- Annette Kopp-Schneider (* 1960), deutsche Biostatistikerin
- Anton Kopp (Theologe) (1796–1870), deutscher Theologe
- Anton Kopp (Fußballspieler) (* 1966), deutscher Fußballspieler
- Armin Kopp (1959–2021), Schweizer Schauspieler und Regisseur
- Arthur Kopp (Bibliothekar) (1860–1918), deutscher Bibliothekar und Volkskundler
- Arthur Kopp (Politiker) (1863–nach 1918), deutscher Rittergutsbesitzer und Politiker, MdR
- Arthur W. Kopp (1874–1967), US-amerikanischer Politiker
- August Kopp (1887–1970), deutscher Theologe

### B
- Barbara Kopp (* 1964), Schweizer Journalistin
- Beatrix Kopp (1868–1940), deutsche Benediktinerin, Äbtissin des Klosters Säben

### C
- Carl Kopp (Naturforscher) (1856–1917), deutscher Maler, Pädagoge und Entomologe
- Carl Boromäus Kopp (1854–1917), deutscher Schauspieler
- Carl Christoph Kopp (eigentlich Johann Christoph Friedrich Kopp; 1795–1866), deutscher Jurist und Politiker
- Carl Philipp Kopp (1728–1777), deutscher Jurist
- Christian Kopp (* 1964), deutscher Geistlicher
- Christiane Kopp (* 1968), deutsches Fotomodell
- Christine Kopp (* 1967), Schweizer Bergsteigerin, Autorin und Übersetzerin
- Christoph Kopp (1947–2023), deutscher Sportveranstaltungsmanager
- Clara Kopp (1805–1883), deutsche Ordensgründerin

### D
- David Kopp (* 1979), deutscher Radrennfahrer
- Dennis D. Kopp (* 1943), US-amerikanischer Insektenkundler

### E
- Elfriede Balzar-Kopp (1904–1983), deutsche Keramikerin und Kunsthandwerkerin
- Elisabeth Kopp (1936–2023), Schweizer Politikerin
- Elmar Kopp (1929–2020), österreichischer Maler und Bildhauer
- Emil Kopp (Chemiker) (1817–1875), deutscher Chemiker
- Emil Kopp (Architekt) (1848–1928), deutscher Architekt
- Emil Kopp (Apotheker) (1887–1942), Schweizer Apotheker
- Emil Schumacher-Kopp (1850–1927), Schweizer Chemiker und Funktionär
- Erich Kopp (* 1937), deutscher Ingenieurwissenschaftler
- Ernst Kopp (Architekt) (1890–1962), deutscher Architekt
- Ernst Kopp (Politiker) (* 1954), deutscher Politiker (SPD)
- Erwin Kopp (1877–1928), deutscher Schauspieler, Hörspielsprecher und Theaterregisseur
- Eugen Kopp (1903–1993), deutscher Turntrainer

### F
- Ferdinand O. Kopp (1932–1995), deutscher Staatsrechtslehrer
- Florian Kopp (* 2001), österreichischer Fußballspieler
- Franz Karl Basler-Kopp (1879–1937), Schweizer Maler und Zeichner
- Franz Otto Kopp (1937–2015), deutscher Ingenieur
- Fridolin Kopp (1691–1757), Schweizer Benediktiner, Fürstabt von Muri
- Fridtjof Kopp (* 1971), deutscher Jurist und Hochschullehrer
- Friedrich Kopp (Politiker) (1817–1873), deutscher Politiker, MdL Württemberg
- Friedrich Kopp (Historiker) (1908–nach 1944), deutscher Historiker
- Friedrich Kopp (Unternehmer) (1928–2015), österreichischer Unternehmer
- Fritz Kopp (Unternehmer, 1880) (1880–1957), deutscher Unternehmensgründer
- Fritz Kopp (Unternehmer, 1899) (Fritz Kopp-Dober; 1899–1980), Schweizer Unternehmensgründer, siehe Fuga AG

### G
- Georg Kopp (Musiker) (um 1600–1666), deutscher Kirchenmusiker
- Georg von Kopp (1837–1914), deutscher Geistlicher, Fürstbischof von Breslau und Kardinal
- Georg Kopp (Archivar) (1894–1974), deutscher Archivar
- Georges Kopp (1902–1951), belgischer Ingenieur und Interbrigadist
- Gottlob Kopp (1895–1970), deutscher Maler und Kammerfunktionär
- Gudrun Kopp (Politikerin, 1940) (1940–2022), deutsche Politikerin (FDP), MdL Niedersachsen
- Gudrun Kopp (Politikerin, 1950) (* 1950), deutsche Politikerin (FDP), MdB
- Guido Kopp (Widerstandskämpfer) (1896–1971), deutscher Widerstandskämpfer
- Guido Kopp (Fußballspieler) (1966–2019), deutscher Fußballspieler und -trainer

### H
- Hagen Kopp (* 1960), deutscher Aktivist
- Hans Kopp (Ingenieur) (1847–1915), deutscher Ingenieur, Unternehmer und Politiker (Liberale Vereinigung)
- Hans Kopp (Schwinger) (* 1949), Schweizer Schwinger
- Hansjörg Kopp (* 1972), deutscher Pfarrer
- Hans-Ulrich Kopp (* 1962), deutscher Publizist
- Hans W. Kopp (1931–2009), Schweizer Rechtsanwalt, Moderator und Politiker (FDP)
- Harald Kopp (1923–1994), österreichischer Verlagsleiter und Kabarettist
- Hedwig Kopp, eigentlicher Name von Hedda Koppé (1896–1990), Schweizer Schauspielerin
- Heinrich Kopp (Maler) (1869–1922), deutscher Maler und Grafiker
- Herbert Kopp (* 1948), deutscher Informatiker und Hochschullehrer
- Hermann Kopp (Chemiker) (1817–1892), deutscher Chemiker und Chemiehistoriker
- Hermann Kopp (Verwaltungsjurist) (1878–1941), deutscher Landrat
- Hermann Kopp (Parteifunktionär) (* 1943), deutscher Parteifunktionär (DKP) und Autor
- Hermann Kopp (Musiker) (* 1954), deutscher Musiker, Komponist und Übersetzer
- Horst Kopp (MfS-Mitarbeiter) (* 1933), deutscher Mitarbeiter des Ministeriums für Staatssicherheit
- Horst Kopp (* 1943), deutscher Geograph und Hochschullehrer

### I
- Ina Kopp, deutsche Medizinerin und Hochschullehrerin
- Ina-Alice Kopp (* 1981), österreichische Schauspielerin

### J
- Jakob Kopp (Politiker) (1786–1859), Schweizer Politiker und Richter
- Jakob Kopp (Dichter) (1871–1960), österreichischer Dichter und Zeichner
- Jakob Kopp (Bildhauer) (1930–2019), österreichischer Bildhauer
- James Charles Kopp (* 1954), US-amerikanischer Mörder
- Jan Kopp (Künstler) (* 1970), deutscher Bildhauer
- Jan Kopp (Komponist) (* 1971), deutscher Komponist, Musikwissenschaftler und Publizist
- Jochen Kopp (* 1966), deutscher Verleger
- Johann Kopp (Politiker) (1860–1942), österreichischer Politiker (DNP)
- Johann Christoph Friedrich Kopp (1795–1866), deutscher Jurist und Politiker, siehe Carl Christoph Kopp
- Johann Franz von Kopp (1775–1849), preußischer Generalmajor
- Johann Heinrich Kopp (1777–1858), deutscher Mediziner und Naturforscher
- Johannes Kopp (Baumeister) (1734–1796), deutscher Baumeister und Baubeamter
- Johannes Kopp (Pallottiner) (1927–2016), deutscher Pallottinerpater
- Johannes Kopp (Soziologe) (* 1961), deutscher Soziologe und Hochschullehrer
- Josef Kopp (Politiker) (1827–1907), österreichischer Jurist und Politiker
- Josef Kopp (Geologe) (1897–1977), Schweizer Geologe
- Josef Vital Kopp (1906–1966), Schweizer Theologe und Schriftsteller
- Joseph Kopp (Philologe) (1788–1842), deutscher Klassischer Philologe und Philosoph
- Joseph von Kopp (1829–1911), deutscher Verwaltungsbeamter
- Joseph Eutych Kopp (1793–1866), Schweizer Historiker, Dichter und Politiker
- Julius Kopp (1823–1892), deutscher Richter und Politiker, MdL Bayern
- Julius von Kopp († 1899), deutscher Verwaltungsjurist
- Jürgen Kopp (1956–2014), deutscher Orgelbauer

### K
- Karl Kopp (Politiker) (1810–1863), österreichischer Politiker, Oberösterreichischer Landtagsabgeordneter
- Karl Kopp (Bildhauer) (1825–1897), deutscher Bildhauer
- Karl Kopp (Sänger) (1854–1917), deutscher Sänger und Unterhaltungskünstler
- Karl Kopp (Mediziner) (1855–1912), deutscher Dermatologe und Venerologe
- Karl Kopp (Unternehmer) (vor 1869–1936), deutscher Schuhfabrikant, Verbandsfunktionär und Autor
- Karl Kopp (Fußballspieler) (1919–2010), deutscher Fußballspieler
- Karl Alois Kopp (1850–1932), Schweizer Stiftspropst, Bibliothekar und Buchdruckhistoriker
- Karl August Kopp (1836–1897), deutscher Jurist und Beamter
- Karl Friedrich Kopp (1764–1837), deutscher Politiker
- Karl-Otto Kopp (* 1926), deutscher Geologe
- Karl Wilhelm von Kopp (1770–1844), deutscher Politiker
- Klaus Kopp (Heimatforscher) (1937–2023), deutscher Jurist und Heimatforscher
- Klaus Kopp (Bobfahrer) (* 1950), deutscher Bobfahrer

### L
- Leo S. Kopp (1858–1927), deutsch-kolumbianischer Bierbrauer
- Leopold Arthur Kopp (1863–1918), deutscher Rittergutsbesitzer und Politiker, MdR, siehe Arthur Kopp (Politiker)
- Ludwig Kopp (1840–1905), deutscher Schuhfabrikant

### M
- Magdalena Kopp (1948–2015), deutsche Terroristin
- Mandy Kopp (* 1976), deutsche Autorin und Opfer der Kinderprostitution
- Manfred Kopp (1933–2023), deutscher Theologe und Heimatforscher
- Martin Kopp (Politiker) (1826–1902), deutscher Politiker, MdL Hessen-Nassau
- Martin Kopp (Filmproduzent) (1875–1952), deutscher Filmproduzent
- Matthias Kopp (* 1968), deutscher Theologe, Archäologe und Journalist
- Max Kopp (1891–1984), Schweizer Architekt
- Michaela Kopp-Marx (* 1963), deutsche Literaturwissenschaftlerin
- Mila Kopp (1904–1973), österreichische Schauspielerin

### N
- Neil Kopp (* 1979), US-amerikanischer Filmproduzent
- Nikolaus Kopp (1903–1979), deutscher Politiker (CDU)
- Norbert Kopp (* 1954), deutscher Politiker (CDU)

### O
- Otto Kopp (Maler) (1879–1947), deutscher Maler und Grafiker
- Otto Kopp (Politiker) (1903–1972), Schweizer Politiker (SP)

### P
- Paul Kopp (Glockengießer) (1640?–1698), deutscher Glockengießer
- Paul Kopp (Politiker) (1900–1984), Schweizer Politiker (FDP)
- Paul Kopp (Aktivist) (1907–1995), Schweizer Lehrer und Selbsthilfeaktivist
- Pavol Kopp (* 1978), slowakischer Sportschütze
- Peter Kopp (* 1967), deutscher Chorleiter und Dirigent

### R
- Rahel Kopp (* 1994), Schweizer Skirennfahrerin
- Raphael Kopp (* 1988), deutscher Radballspieler
- Regina Kopp-Herr (* 1957), deutsche Politikerin (SPD)
- Reiner Kopp (* 1939), deutscher Ingenieurwissenschaftler
- Reinhold Kopp (* 1949), deutscher Politiker
- Robert Kopp (* 1939), Schweizer Literaturwissenschaftler
- Roland Kopp (* 1965), deutscher Fußballspieler
- Rudolf Kopp (1926–2022), deutscher Skilangläufer
- Rudolph G. Kopp (1887–1972), österreichischer Filmkomponist

### S
- Sheldon B. Kopp (1929–1999), US-amerikanischer Psychotherapeut
- Stefan Kopp (* 1985), österreichischer Priester und Theologe
- Stephan Kopp (1941–1975), Schweizer Bauingenieur
- Sven Kopp (* 1995), deutscher Fußballspieler

### T
- Theobald Kopp (1892–1943), bessarabiendeutscher Geistlicher
- Theodor Kopp (1871–1937), deutscher Komponist
- Thomas Kopp (1906–1993), deutscher Lehrer und Heimatforscher
- Thomas J. Kopp (* 1955), Ingenieur und Hochschullehrer
- Tim Kopp (* 1999), deutscher Nordischer Kombinierer

### U
- Ulrich Friedrich Kopp (1762–1834), deutscher Jurist und Paläograph

### V
- Valentin Kopp (* 1997), deutscher Eishockeyspieler
- Vanina Kopp (* vor 1984), deutsche Historikerin, Mediävistin und Hochschullehrerin
- Viktor Kopp (1880–1930), sowjetischer Diplomat

### W
- Waldemar Kopp (1825–1881), deutscher Lehrer, Schulbuchautor und Schriftsteller
- Walter Kopp (Maler) (1877–1953), deutscher Maler
- Walter Kopp (Politiker, 1879) (1879–1949), Schweizer Politiker
- Walter Kopp (Politiker, 1898) (1898–1973), deutscher Politiker (KPD, KPO, SED), Bürgermeister von Greiz
- Walter Kopp (Rassentheoretiker) (1910–??), deutscher Jurist und Rassentheoretiker
- Walter Kopp (Offizier) (1913–1974), deutscher Oberstleutnant und Agent
- Walter Kopp (Bildhauer) (* 1941), deutscher Bildhauer
- Werner Kopp (1902–2000), Schweizer Schwimmer und Wasserballspieler
- Wilhelm Kopp (Mediziner) (um 1461–1532), Schweizer Arzt und humanistischer Übersetzer
- Wilhelm Kopp (Politiker) (1770–1844), deutscher Jurist, Politiker und Diplomat
- Wilhelm Kopp (Pfarrer) (1856–1910), deutscher Pfarrer
- Wilhelm Kopp (General) (1881–1949), deutscher Generalmajor
- Wilhelm Kopp (Admiral) (1882–1963), deutscher Konteradmiral
- William F. Kopp (1869–1938), US-amerikanischer Politiker
- Wolfgang Kopp (* 1945), deutscher Brigadegeneral

### Z
- Zenta Kopp (* 1933), deutsche Leichtathletin